# Шотландский национализм

Флаг Шотландии существует с IX века и является старейшим национальным флагом, находящимся в использовании.

Герб Шотландии после 1707 года стал частью герба Великобритании, но по-прежнему представляет страну на монетах.

Чертополох является цветочной эмблемой Шотландии. Широко используется в геральдике, логотипах, а также на монетах.

Шотландский национализм (англ. Scottish nationalism) — совокупность политических и общественных движений, которые провозглашают идею о том, что шотландцы образуют сплочённую нацию и выступают за создание и поддержание единой национальной идентичности. Шотландские националисты борются за независимость Шотландии от Великобритании.
Шотландский национализм активно формировался в период с 1920-х по 1970-е годы и достиг нынешней идеологической зрелости в 1980-х—1990-х годах. Происхождение нации, политический контекст и уникальные характеристики, включая гэльский язык, поэзия и кино поддерживают индивидуальную идентификацию и национальную идентичность шотландцев.
Шотландский гэльский и англо-шотландский языки играют важную роль в формировании и поддержании национальной идентичности. Лингвистическая и культурная независимость в первую очередь связана с поэзией Роберта Бёрнса, прежде чем пережить возрождение во время «шотландского Ренессанса» благодаря таким поэтам и писателям, как Хью Макдиармид и Нил Ганн. Наряду с языками, а также с национальным законодательством, образованием и национальной шотландской церковью, проявлением шотландской этничности является и национальный шотландский костюм.

## История
Акт об унии 1707 года объединили парламенты и королевства Шотландии и Англии, создав Королевство Великобритания, при этом предусматривалось сохранение отдельной правовой системы и отдельных шотландских институтов. 260 лет была Шотландия органичной частью Империи и Соединённого Королевства, делая выбор в пользу единой Великобритании.
Уже в XVIII веке можно заметить осознание шотландцами себя в качестве отдельной от англичан нации, об этом писал Дэвид Юм, отметивший развитую литературную традицию шотландцев, выделяющую их среди других европейцев. Именно в этом веке, после 1782 года, зародился предшественник шотландского национализма — так называемый «тартанизм» (tartanism) — этнокультурное движение, получившее название от «тартана», традиционного шотландского орнамента. «Тартанизм» был направлен на возрождение шотландских традиций, в частности, возвращение клановых тартанов. Национальную одежду восстанавливали по портретам и старым книгам, которые содержали описание клетчатых орнаментов. Одним из творцов стереотипичного образа шотландца как горца и шотландской культуры как культуры килтов был шотландский прозаик, поэт, историк и собиратель древностей Вальтер Скотт.
Долгое время считалось, что шотландцы сделали выбор в пользу союза с Англией и развитие шотландской нации может проходить и в составе Великобритании. Но начиная с 1970-х годов ситуация меняется. Открытие на шельфе Шотландии залежей нефти в 1970-х не только превратило Шотландию из бесперспективного «ржавого пояса» в самодостаточный регион, но привело к конфликту из-за раздела нефтяных доходов, которым воспользовались националисты (см. «Это шотландская нефть»). 
Современный шотландский национализм как политическое движение в 1970—80-е годы был тесно связан с борьбой рабочего класса Шотландии против деиндустриализации. На рост националистических и сепаратистских настроений среди шотландцев повлияло недовольство политикой Тэтчер в 1980-е. Но резкий разворот шотландцев в сторону национализма произошёл в 2000-е годы, когда лейбористы, основной соперник ШНП в вопросах о власти в Шотландии, поддержали непопулярную войну в Ираке. Националисты делали упор на то, что шотландцы не должны участвовать в военных конфликтах, а независимая Шотландия в принципе не будет ввязываться в войны.
Тогда же в 2000-е годы появляется концепция «экономической нации». Шотландские националисты сделали упор на отличиях шотландцев с присущей им взаимной поддержкой и ценностях коммунитаризма от англичан с их неолиберализмом и индивидуалистической конкуренцией. Неолиберальная политика в той или иной степени свойственная британским правительств с 1980-х годов независимо от того какая партия находится у власти, резко противоречит политике шотландского правительства, увеличивающему расходы на социальное обеспечение и здравоохранение. Различие в социально-экономических вопросах между Англией и Шотландией ярко проявился в споре о введении обязательной платы за высшее образование, что было нормально для Англии, но неприемлемо в Шотландии, где образование — один из столпов национальной идентичности. Свою роль в росте сепаратистских настроений сыграла и диспропорции в развитии страны. Для современной Великобритании всё более характерно выделение богатого Юга, неолиберального и консервативного, и недополучающего средств Севера, не доверяющего консерваторам.
Свою роль в становлении шотландского национализма сыграл конфликт идентичностей, наблюдавшийся с 1970-х годов. В то время как противоречия между церквями Шотландии и Англии давно в прошлом, а языковой вопрос несущественен, сильный удар по общебританской национальной идентичности нанесла попытка наполнить британскую идентичность исключительно английским содержанием.
Новый толчок к росту сепаратистские настроения в Шотландии получили во второй половине 2010-х годов, после того как в 2016 году на референдуме о членстве Великобритании в ЕС победили сторонники Брекзита, при том, что большинство участников референдума в Шотландии проголосовали за то, чтобы остаться в ЕС.

## Политика
В политике шотландский национализм считался ключевой идеологией Национальной партии Шотландии, которая после объединения с Шотландской партией стала Шотландской национальной партией. Рост популярности шотландских националистов с начала XXI века привел к тому что на шотландской политической сцене стала доминировать ШНП, потеснив с Олимпа лейбористов. Пользуясь растущей поддержкой, националисты добились в 2014 году проведения референдума о независимости Шотландии. Референдум провалился, но 44,70 % жителей Шотландии проголосовали за то, чтобы покинуть Соединённое Королевство. Выход Великобритании из Европейского союза после референдума по Брекситу 2016 года вызвал требования провести второй референдум о независимости, поскольку Шотландия в целом проголосовала против выхода из ЕС (62,0 %).
В 2021 году бывший первый министр Шотландии Алекс Салмонд вышел из ШНП и основал свою шотландскую националистическую партию «Альба» и объявил, что она будет участвовать в выборах в шотландский парламент в 2021 году.

## Национализм и культура
Такие исследователи как Т. М. Дэвин, Д. Маккроун и К. Харви продвигают мысль об этнокультурной уникальности Шотландии, на что, по их мнению, указывает историческая и этническая устойчивость шотландской культуры.

### Кинематограф
Исторический военный фильм Мела Гибсона «Храброе сердце» (1995) рассказывает о борьбе Шотландии за независимость и о жизни предводителя шотландцев Уильяма Уоллеса. Рэндалл Уоллес написал сценарий для картины по поэме «Уоллес» Слепого Гарри. Хотя фильм и подвёргся критике за историческую неточность, он вызвал рост шотландского национализма, и Лин Андерсон, автор книги Braveheart: From Hollywood To Holyrood, утверждала, что фильм помог Шотландии получить собственный парламент.
Более точным фильмом о борьбе за независимость Шотландии считается картина Дэвида Маккензи «Король вне закона» (2018), хотя и он столкнулся с критикой за неточность.

## Известные националисты
- Джон Бакен, 1-й барон Твидсмур (1875—1940) — государственный деятель, издатель и писатель, пятнадцатый генерал-губернатор Канады.
- Джон Маклин (1879—1923) — учитель и революционер (марксист, синдикалист и сторонник независимости Шотландии), одна из ключевых фигур так называемой эпохи «Красного Клайсайда», представитель Советской России в Шотландии.
- Комптон Маккензи (1883—1972) — писатель, разведчик, ректор университета Глазго.
- Хью Макдиармид (1892—1975) — писатель, поэт, общественный деятель, одна из ключевых фигур «шотландского Возрождения».
- Томас Шон Коннери (1930—2020) — актёр и кинопродюсер.
- Аласдер Грей (1934—2019) — писатель и художник, чьи произведения сочетали в себе элементы реализма, фэнтези и научной фантастики.
- Брайан Денис Кокс (род. в 1946) — актёр театра и кино, который работал с Королевской шекспировской компанией.
- Александр Эллиот Андерсон Салмонд, более известен как Алекс Салмонд, (род. в 1954) — политик, первый министр Шотландии (2007—2014), экс-лидер Шотландской национальной партии.
- Билли Брэгг (род. в 1957) — рок-музыкант, автор-исполнитель левого фолка.
- Дерек Уильям Дик, более известен как Fish (род. в 1958) — певец, поэт и изредка актёр, известен как вокалист и автор текстов прогрессив-рок-группы Marillion, а также успешной сольной карьерой.
- Ирвин Уэлш (род. в 1958) — писатель, драматург и сценарист, автор нашумевшего романа «На игле».
- The Proclaimers — рок-дуэт близнецов Чарли и Крэйга Рейдов (родились 5 марта 1962 года).
- Томми Шеридан (род. в 1964) — политик-социалист, лидер движения «Солидарность», бывший лидер Шотландской социалистический партии.
- Алан Камминг (род. в 1965) — шотландско-американский актёр, исполнитель, писатель и активист.
- Джоанна Кэтрин Черри (род. в 1966) — королевский адвокат и политик, член ШНП, член Палаты общин от округа Юго-Западный Эдинбург с 2015 года.
- Джозеф Мартин Фицпатрик (род. в 1967) — политик, член ШНП, член Палаты общин от округа Западный Данди-Сити с 2007 года, экс-министр.
- Джим Иди (род. в 1968) — политик, член партии «Альба», бывший член Шотландской национальной партии. член парламента Шотландии (2011—2016).
- Марк Миллар (род. в 1969) — автор комиксов с середины 1990-х годов работающий с крупнейшими американскими издательствами, в основном с Marvel Comics.
- Никола Фергюсон Стерджен (род. в 1970) — пятый по счёту и действующий первый министр Шотландии, а также лидер Шотландской национальной партии; первая женщина, занимающая эти должности.
- Мартин Джон Дохерти-Хьюз ({род. в 1971) — политик, член ШНП, член Палаты общин от округа Западный Данбартоншир с 2015 года.
- Элин Эдвард Смит (род. в 1973) — юрист и политик, член ШНП, депутат Европейского парламента (2004—2019), член Палаты общин от округа Стерлинг с 2019 года.
- Стюарт Кэмпбелл Макдональд (род. в 1978, Глазго, Великобритания) — юрист и политик, член ШНП, член Палаты общин от округа Камбернолд, Килсайт и Восточный Керкинтиллох с 2015 года.
- Дженни Гилрут (род. в 1984) — социолог и политик, член ШНП, член парламента Шотландии от округа Центральный Файф и Гленротс с 2016 года, министр Шотландии по связям с Европой и международным отношениям с 2020 года.
- Стюарт Малькольм Макдональд (род. в 1986) — политик, член ШНП, член Палаты общин от округа Южный Глазго с 2015 года.
- Энджела Кроули (род. в 1987) — политик, член ШНП, член Палаты общин от округа Ларнак и Восточный Гамильтон с 2015 года.
- Мари Блэк (род. в 1994) — политик, член ШНП, член Палаты общин от округа Пейсли и Южный Ренфрушир с 2015 года.